# 구쓰카촌
구쓰카촌(久津賀村)은 돗토리현 도하쿠군에 있던 촌이다. 현재의 도하쿠군 유리하마정의 일부에 해당한다.

## 역사
- 1889년 10월 1일 - 정촌제 시행에 의해 가와무라군 구쓰카촌이 성립하였다.
- 1896년 4월 1일 - 군 통합에 의해 도하쿠군이 되었다.
- 1918년 1월 1일 - 도하쿠군 도마리촌, 미하시촌과 합병해 도마리촌에 존속하여 폐지되었다.

## 교통

### 철도
- 일본국유철도
  - 산인 본선

## 참고문헌
- 가도카와 일본 지명 대사전 31 鳥取県
- 『市町村名変遷辞典』東京堂出版、1990年。